# San José el Marqués
San José el Marqués är en ort i Mexiko.   Den ligger i kommunen Chapantongo och delstaten Hidalgo, i den sydöstra delen av landet, 100 km nordväst om huvudstaden Mexico City. San José el Marqués ligger 2 352 meter över havet och antalet invånare är 291.
Terrängen runt San José el Marqués är kuperad åt nordväst, men åt sydost är den platt. Runt San José el Marqués är det ganska tätbefolkat, med 155 invånare per kvadratkilometer. Närmaste större samhälle är Nopala de Villagran, 9,8 km nordväst om San José el Marqués. I omgivningarna runt San José el Marqués växer huvudsakligen savannskog.